# Mailis Reps
Mailis Reps, född Rand 13 januari 1975 i Tallinn, är en estnisk jurist och socialliberal politiker, tillhörande Estniska centerpartiet. Hon var från 23 november 2016 till november 2020 Estlands utbildnings- och forskningsminister i regeringarna Ratas I och II, en post som hon även innehade i Siim Kallas regering 2002–2003 samt i Andrus Ansips regering 2005–2007.
Reps lämnade in sin avskedsansökan i november 2020 efter medieuppgifter om att hon otillåtet använt sin tjänstebil privat och efterträddes som utbildnings- och forskningsminister för återstoden av mandatperioden av Jaak Aab (Centerpartiet).

## Biografi

### Utbildning
Reps studerade juridik efter gymnasiet vid den privata högskolan Akadeemia Nord där hon tog examen 1998. 1996–1997 studerade hon samhällsvetenskap vid Kalamazoo College i Michigan, 1998–1999 juridik vid Central European University i Budapest och 1999–2000 europeiska relationer vid Maastrichts universitet. Hon har även påbörjat doktorandstudier vid Uppsala universitet.

### Politisk karriär
Reps arbetade vid Europeiska kommissionen 2000–2001 och blev därefter politiskt aktiv inom Estiska centerpartiet.
Från januari 2002 till april 2003 var Reps Estlands utilbdningsminister i Siim Kallas regering, från 2003 till 2005 även ledamot av Riigikogu. Mellan april 2005 och april 2007 var hon åter utbildnings- och forskningsminister i Andrus Ansips regering.
Sedan 2005 är hon vice ordförande för Centerpartiet. I presidentvalet 2016 var hon Centerpartiets kandidat men förlorade valet mot Kersti Kaljulaid. I november 2016 tillträdde hon åter som utbildnings- och forskningsminister i regeringen Ratas.

## Familj och privatliv
Mailis Reps är gift med den lettiska advokaten Agris Repšs. Reps är därför en estnisk stavningsvariant av makens efternamn. Paret har fem barn.